# Rolf Rüdiger

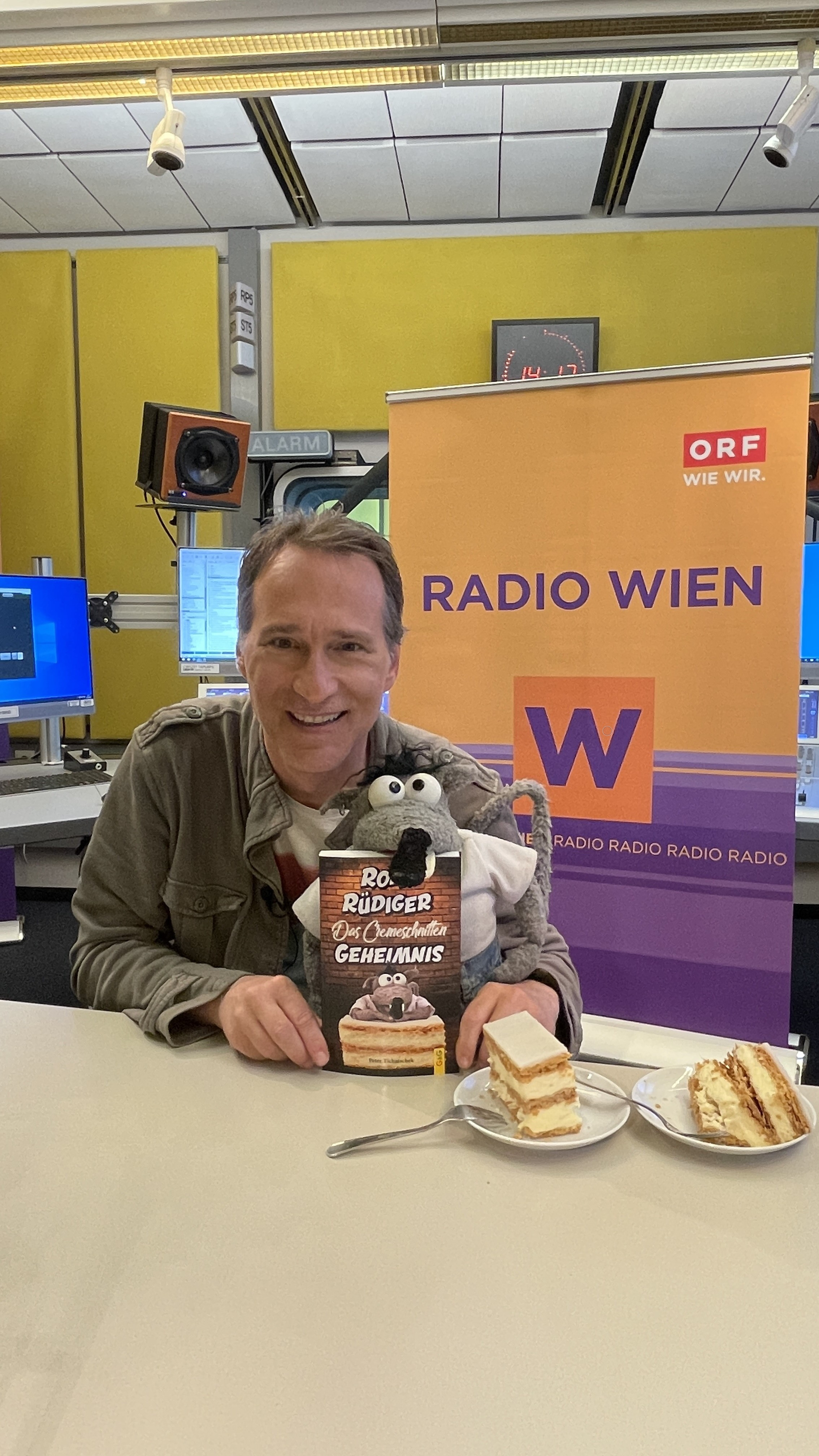
Präsentation eines Krimi von Rolf Rüdiger und Peter Tichatschek.

Rolf Rüdiger ist eine prominente Fernseh- und Handpuppe aus Österreich. Die „Radioratte“ des ORF wurde von Stefan Gaugusch erfunden und wird auch von diesem gesprochen. Rolf Rüdiger isst für sein Leben gerne Cremeschnitten und ist kein großer Freund von Körperhygiene. Derzeit lebt Rolf Rüdiger in einem Kellerloch im Untergeschoß des ORF-Zentrums am Küniglberg in Wien.
Sein Sternzeichen ist die bärtige Kellerassel. In der Folge der Radiosendung „WOW – Die Radio Wien Rätsel Show mit Robert Steiner“ vom 7. Dezember 2008 verrät Rolf Rüdiger, dass er auch einen Nachnamen hätte und zwar: „ORF“. Im Laufe der Sendung ergänzte er dann auf: Rolf Rüdiger Wrabetz-Orf. Er liebt Käse über alles und würde für ein Käsebrot sogar seine Oma verkaufen. Er ist ein großer Fan von Gustav Mahler und ist in eine Rättin aus dem 5. Stock heimlich verliebt. Seine Lieblingsfigur in der Geschichte ist der Rattenfänger von Hameln.
An der Seite von Confetti repräsentierte er von 1994 bis 2008 das ORF-Kinderprogramm „Confetti TiVi“. In dieser Zeit hatte er Auftritte in verschiedenen Sendungen wie die „Confetti Show“, „Confetti Town“, im „Samstagsspiel“ oder in seiner eigenen Sendung „Rattenplage“. Er führte Interviews mit namhaften Vertretern der High Society, wie etwa Schauspieler David Hasselhoff oder Bundespräsident Heinz Fischer.
Seit 27. November 2005 führt er gemeinsam mit dem Moderator Robert Steiner jeden Sonntag durch die zweistündige Rätselsendung „WOW“ auf Radio Wien. Kinder können die beiden im Sendestudio live anrufen und ihnen eine knifflige Rätselfrage stellen. Das ungleiche Duo hat danach eine Musiknummer lang Zeit, die gesuchte Antwort zu finden. Gelingt ihnen das nicht, gewinnt das Kind einen Preis. Weiters moderieren Rolf Rüdiger und Robert Steiner seit dem ersten COVID-19-Lockdown (März 2020) die Spieleshow „Extra-WOW – Die 2 um 2“ jeden Montag bis Freitag ab 14 Uhr bis 15 Uhr. Hier spielen sie mit den Anrufern Spiele oder stellen Rätsel. Die Anrufer zu dieser Zeit sind zum großen Teil Erwachsene, da die meisten Kinder in Wien und Österreich noch in der Schule sind. Werden die Spiele oder die Rätsel richtig gelöst, bekommen sie einen Preis mit Bezug auf die Ratte Rolf Rüdiger. Steiner und Rolf Rüdiger treten aber auch bei Off-Air-Veranstaltungen in ganz Österreich auf, z. B. beim „NIVEA Familienfest“, oder bei den Radio Wien-Veranstaltungsserien „Cool am Pool“ und „Cool on Ice“.